# Phyllocolpa tuberculata
Phyllocolpa tuberculata är en stekelart som först beskrevs av Benson 1953.  Phyllocolpa tuberculata ingår i släktet Phyllocolpa, och familjen bladsteklar. Arten är reproducerande i Sverige.